# Théâtre ChoChotte
Le théâtre ChoChotte a été inauguré en 1986 par Madame Caussade, artiste et entrepreneure, créatrice de haute couture dont la boutique se trouvait à l'adresse actuelle de l'établissement. Le théâtre ChoChotte est, depuis sa création, une salle de spectacles érotiques parisienne située au 34 de la rue Saint-André-des-Arts, dans le 6e arrondissement de Paris.

## Historique
Jusqu'en 1986, la salle du théâtre ChoChotte était une boutique de haute couture dans laquelle Madame Caussade avait pour habitude de recevoir sa clientèle.
Après avoir passé toute sa carrière à habiller les femmes de ses créations, Madame Caussade a décidé, à partir de 1986, d'offrir à sa clientèle, et aux femmes en général, un lieu non plus pour venir se vêtir, mais pour se dévêtir, et transforma ainsi sa boutique en salle de spectacle dans laquelle sont créés chaque semaine de nouveaux spectacles érotiques.
L'établissement a fait l'objet de reportages dans les médias.

## Disposition des lieux / spectacles
Le théâtre comprend (outre la loge, la caisse, et un sanitaire) :
- Une salle principale, au sous-sol, où les spectacles (scènes) associant une ou plusieurs danseuses se déroulent devant les spectateurs installés sur des sièges (dont, au milieu et en haut, la place du Roi) ; Il y a quelques interactions mais qui restent "gentilles" ; Il y a parfois des ventilateurs mais pas de réelle ventilation rafraichissante ;
- Deux salles, au rez-de-chaussée, réservées aux salons privés.

## Presse écrite
- Avril 2019 : Article du magazine Paris Nuit[2]
- Février 2017 : Les déesses de la fesse, article du magazine Soixante-Quinze[3]
- 2017 : Théâtre Chochotte, magazine TéléObs Paris Dernière[4]
- Juin 2003 : Ma nuit chez Chochotte, magazine Senso n°9 mai/juin 2003[5]
- 2012 :  Dossier Chochotte, magazine L'imparfaite n°4 été 2012[6]
- Février 2008 : magazine France NewsDigest n°849 du 7 février 2008[7]
- Livre d’art Paris Derrière - Les clés de l'érotisme à Paris Consacré au Théâtre Chochotte[8]

## Émissions de télévision
- 10 mai 2014 : Spectacle érotique chez Chochotte, émission Paris Dernière sur Paris Première
- 13 décembre 2014 : Soirée érotique et burlesque au théâtre Chochotte, émission Paris Dernière sur Paris Première
- 23 novembre 2007 : émission Paris Dernière n°9(5) sur Paris Première Saison n°10[9],[10]
- Que se passe-t-il la nuit ?, émission Je t’aime etc. sur France 2
- 5 décembre 2002: Emission L'Oeil de Zara[11]
- 21 septembre 2001 : Emission L'Oeil de Zara[12]
- 26 décembre 2000 : Emission Hot talk n°132 - XXL[13]
- 8 juin 1996 : Emission Paris Dernière n°37 sur Paris Première[14]
- 23 décembre 1995 : Emission Paris Dernière n°13 sur Paris Première[15]
- Emission Combien ça coûte présentée par Jean-Pierre Pernaut[16]